# Приче из предграђа Пејп
Роман Приче из предграђа Пејп је роман холандског писца Јакоба Израела де Хана објављен 1904. године и представља једну од првих књига холандске књижевности у којој се отворено описује хомосексуални однос. Студенти Јоуп и Сам су у вези и живе у Амстердамском предграђу Пејп. 1904. године је то била шокантна тема и издавање романа је имало велике последице за писца. Јакоб Израел де Хан је истог тренутка био отпуштен са места новинара и није му више било дозвољено да ради у средњим школама. Чак је и његов добар пријатељ Арнолд Алетрино, коме је књига и посвећена, био шокиран садржајем романа. Препознао је себе у једном од ликова и купио је, уз помоћ своје девојке, све примерке које је могао наћи и спалио их је, што чини прво издање овог романа драгоценим.
Занимљиво је да је Де Хан користио сложенице које до тог тренутка нису постојале, па је тиме обогаћивао холандски језик, као и да је користио директни говор, што овај роман чини мање херметичким.

## Стил
Осим тематике, роман одликује и стилска авангардност. Де Хан је на виртуозан начин укомпоновао више стилских одлика свог времена – натурализам, сензитивизам и импресионизам. Нижи грађански слој с почетка двадесетог века верно је приказан у свој својој беди и простоти, не само сликовитим описима већ и сјајним дијалозима у исквареном, припростом сленгу предграђа. Главни актери, Јоуп и Сам, као интелектуални представници средње класе користе говорни језик који има богатију и коректнију лексику и синтаксу, али колоквијални изговор, који је дочаран захваљујући могућностима холандске ортографије. И напослетку, де Хан у описима и унутрашњим монолозима испољава свој списатељски таленат обилатим коришћењем неологизама, пре свега необичних комбинација боја, које дају колоритну и искричаву слику емотивних стања главног јунака.

## Тема
Роман Приче из предграђа Пејп садржи нејасне скице из живота Сама и Јоупа, њихове везе и предграђа Пејп. Кроз цео роман провлачи се тема сексуалности и како се ликови према њој опходе. Сам и Јоуп су лабилне личности, преосетљиви су и плашљиви и често се дешава да плачу. Приповедач је свезнајућ и објективан, даје нам слику догађаја, суздржавајући се од коментара. Узимајући у обзир ове аспекте, може се рећи да је роман Приче из предграђа Пејп натуралистички роман.
Фокус овог модерно, динамично, суптилно и занимљиво писаног романа није на експлицитној друштвеној репресији према припадницима „другачије сексуалне оријентације“, већ пре на болној жудњи за целовитим људским контактом у времену претварања (или сазреле свести о претварању) људи и људских односа у функционализоване апстракције. Сама позиција Сама и Јоупа између грађанске класе којој (пре свега путем образовања) теже и радничког окружења амстердамског предрађа Пејп, коме реално и економски припадају, у некој мери је децентрирана и флуидна и даје посебну особеност сагледавању актуелне стварности, пре свега стварности људских односа из њихове перспективе.
У роману се јавља и питање да ли је хомосексуалност урођена или усвојена особина. Јоуп доживљава хомосексуалност као нешто против чега не може, тако да он на то гледа као на урођену особину, док Сам жели касније да се ожени и сматра да је његова веза са Јоупом само сплет околности. На крају романа он налази вереницу и његова веза са Јоупом се окончава.
Научници који су хомосексуалност посматрали као научену особину, гледали су на њу као на болест или знак пропадања. Припојили су одређене особине хомосексуалцима, као на пример, лабилност, женственост и садизам. Ако се роман чита из ове перспективе, може се рећи да се Сам на крају романа „излечио“, када је нашао девојку, напади садизма и злобе су престали.
Роман Приче из предграђа Пејп се посматра често као еманципаторски роман, баш зато што отворено говори о хомосексуалној вези. Де Хан није желео да пробуди разне друштвене проблеме, већ је желео да хомосексуалност хармонично уведе у уметност.
Још шокантније за публику тог времена је било то што два главна лика нису показала да се сраме својих поступака и своји осећања. Ако је аутор у то време морао имати хомосексуалног лика у свом роману, било је очекивано да ће он спознати своје грешке и да на крају неће видети други излаз, већ да ће извршити самоубиство. Де Хан се, такође, не стиди својих поступака. Отишао је чак корак даље направивши Сама садистом који је убио пса своје газдарице без икаквог кајања.
Однос између Јоупа и Сама Де Хан је описао као нарочито емоционалан, где је Јоуп осетљивији од двојице. Они спавају заједно, али према аутору, они остају невини. У то је тешко поверовати, посебно када сазнамо да је Јоуп луд и за другим дечацима, посматра их на улици. Тако долази до Коуса, уличног дечака који продаје своје тело.